# Marian Füssel
Marian Füssel (* 1973 in Münster) ist ein deutscher Historiker, der die Frühe Neuzeit erforscht.

## Leben und Wirken
Der Sohn des katholischen Theologen Kuno Füssel studierte Neuere und Neueste Geschichte, Philosophie und Soziologie in Münster. 2000 erfolgte der Magister. Von 2000 bis 2004 war er wissenschaftlicher Mitarbeiter an der Universität Münster. 2004 wurde er in Münster bei Barbara Stollberg-Rilinger promoviert. Das aus der Dissertation hervorgegangene Buch Gelehrtenkultur als symbolische Praxis. Rang, Ritual und Konflikt an der Universität der Frühen Neuzeit wurde von H-Soz-u-Kult als das „Historische Buch des Jahres 2008 in der Kategorie Frühe Neuzeit“ ausgezeichnet. Von 2004 bis 2008 war Füssel Assistent am Historischen Seminar der Universität Münster.
Als Juniorprofessor für Kulturgeschichte lehrte er im Sommersemester 2008 an der Universität Gießen und von Wintersemester 2008/09 bis Wintersemester 2010/11 als Juniorprofessor für Geschichte der Frühen Neuzeit an der Universität Göttingen. Seit Wintersemester 2010/11 lehrt Füssel als Professor für Geschichte der Frühen Neuzeit unter besonderer Berücksichtigung der Wissenschaftsgeschichte an der Universität Göttingen. Einen Ruf an die Universität Halle auf eine W3-Professur für Wissenschaftsgeschichte lehnte er ab. Füssel war Forschungsstipendiat 2017/2018 des Historischen Kollegs München. Im Kollegjahr lag der Schwerpunkt auf dem Siebenjährigen Krieg. Im Wintersemester 2020/21 war er Honorary-Fellow am Historischen Kolleg in München und arbeitete an einer Einführung in die Wissensgeschichte. Von September 2018 bis März 2020 war er Geschäftsführer der Zeitschrift Historische Anthropologie. Seit 2025 ist Füssel Erster Vorsitzender des Geschichtsverein für Göttingen und Umgebung. Er ist Mitglied in der Historischen Kommission für Niedersachsen und Bremen und seit 2024 Ordentliches Mitglied der Niedersächsischen Akademie der Wissenschaften zu Göttingen.
Seine Forschungsschwerpunkte sind die Geschichte des Siebenjährigen Krieges, die Militärgeschichte des 17. und 18. Jahrhunderts, die Universitäts-, Wissenschafts- und Studentengeschichte der Frühen Neuzeit, die Geschichte der Gewalt, die Mediengeschichte, die Symbolische Kommunikation, die Aufklärung, die Historiographiegeschichte und Theorie der Geschichte. Seine Dissertation möchte „die Geschichte des frühneuzeitlichen Gelehrtenstandes aus der Perspektive seines Distinktions- und Repräsentationsverhaltens [...]“ schreiben, um „damit einerseits einen neuen Blickwinkel auf die gelehrte Standeskultur“ zu eröffnen und „andererseits [...] am Beispiel einer sozialen Gruppe exemplarisch die symbolische Konstitution eines einzelnen Standes zu seiner ständischen Umwelt“ zu rekonstruieren.

## Schriften (Auswahl)
Monographien
- Gelehrtenkultur als symbolische Praxis. Rang, Ritual und Konflikt an der Universität der Frühen Neuzeit (= Symbolische Kommunikation in der Vormoderne). Wissenschaftliche Buchgesellschaft, Darmstadt 2006, ISBN 3-534-19599-X (Zugleich: Münster (Westfalen), Universität, Dissertation, 2003/2004).
- Der Siebenjährige Krieg. Ein Weltkrieg im 18. Jahrhundert (= Beck’sche Reihe.), Beck, München 2010; 3. Auflage, 2022, ISBN 978-3-406-78922-9.
- Waterloo 1815. Beck, München 2015, ISBN 978-3-406-67672-7.
- Zur Aktualität von Michel de Certeau. Einführung in sein Werk. Springer VS, Wiesbaden 2018, ISBN 978-3-531-16816-6.
- Der Preis des Ruhms. Eine Weltgeschichte des Siebenjährigen Krieges. Beck, München 2019, ISBN 978-3-406-74005-3.
- Wissen. Konzepte – Praktiken – Prozesse (= Historische Einführungen. Bd. 19). Campus, Frankfurt am Main 2021, ISBN 978-3-593-51417-8.

Herausgeberschaften
- mit Thomas Weller: Ordnung und Distinktion. Praktiken sozialer Repräsentation in der ständischen Gesellschaft (= Symbolische Kommunikation und gesellschaftliche Wertesysteme. Schriftenreihe des Sonderforschungsbereichs 496. Bd. 8). Rhema, Münster 2005, ISBN 3-930454-55-6.
- Michel de Certeau. Geschichte – Kultur – Religion. UVK Verlagsgesellschaft, Konstanz 2007, ISBN 978-3-89669-628-1.
- mit Michael Sikora: Kulturgeschichte der Schlacht (= Krieg in der Geschichte. Bd. 78). Schöningh, Paderborn 2014, ISBN 978-3-506-77736-2.
- mit Philip Knäble, Nina Elsemann: Wissen und Wirtschaft. Expertenkulturen und Märkte vom 13. bis 18. Jahrhundert. Vandenhoeck & Ruprecht, Göttingen 2017, ISBN 978-3-525-30122-7.
- mit Antje Kuhle, Michael Stolz: Höfe und Experten. Relationen von Macht und Wissen in Mittelalter und Früher Neuzeit. Vandenhoeck & Ruprecht, Göttingen 2018, ISBN 978-3-525-30123-4.
- Wissensgeschichte. Steiner, Stuttgart 2019, ISBN 978-3-515-11291-8.
- mit Martin Kintzinger, Wolfgang Eric Wagner: Akademische Festkulturen vom Mittelalter bis zur Gegenwart. Zwischen Inaugurationsfeier und Fachschaftsparty (= Veröffentlichungen der Gesellschaft für Universitäts- und Wissenschaftsgeschichte. Bd. 15.). Schwabe, Basel 2019, ISBN 978-3-7965-3823-0.